# Anne Daubenspeck-Focke
Anne Daubenspeck-Focke (geborene Focke; * 18. April 1922 in Metelen; † 27. Januar 2021) war eine deutsche Bildhauerin und Malerin, die in Emsdetten gelebt und gearbeitet hat. Zahlreiche ihrer Arbeiten sind im öffentlichen Raum auf Straßen und Plätzen vor allem des Münsterlandes zu sehen. Sie gehörte zu den Mitbegründern der Künstlergemeinschaft Welbergener Kreis.

## Leben
Anne Focke kam am 18. April 1922 als Tochter von Andreas Focke und Elisabeth Wensing in Metelen zur Welt, wuchs aber in Emsdetten auf. Der Niedergang der Textilindustrie zu Beginn der 1920er Jahre hatte den Umzug der Familie dorthin notwendig gemacht. Bereits in ihren Jugendjahren entwickelte sie ihr bildnerisches Talent, das sich schon früh deutlich gezeigt hatte, weiter. Ihre eigentliche künstlerische Ausbildung begann sie 1942 mit Abendkursen an der Kunstschule Münster, und in den Jahren 1943 und 1944 hatte sie einen Studienplatz an der von Wilhelm Felix Schlüter geführten privaten Werkkunstschule für christliche Kunst in Heek-Nienborg. Diese Art der Malerei befriedigte sie jedoch nicht, und so kehrte sie zunächst in ihr Elternhaus zurück, wo eine Zeit intensiven Schaffens begann. 1948 ging Anne Focke nach Oelde, um in der Werkstatt Heinrich Lückenkötters zu arbeiten und zu lernen. Von 1949 bis 1954 studierte sie an der Werkkunstschule Münster bei Professor Kurt Schwippert.
1954 heiratete Anne Focke den Bildhauer Herbert Daubenspeck, der ebenfalls aus Emsdetten stammt. Dort baute sich das junge Künstlerpaar 1955/1956 ein eigenes Atelier. Aufgrund des Familiennachwuchses – aus der Ehe gingen ein Sohn und zwei Töchter hervor – blieb Anne Daubenspeck-Focke in den folgenden Jahren jedoch nur wenig Zeit für ihre künstlerischen Aktivitäten.

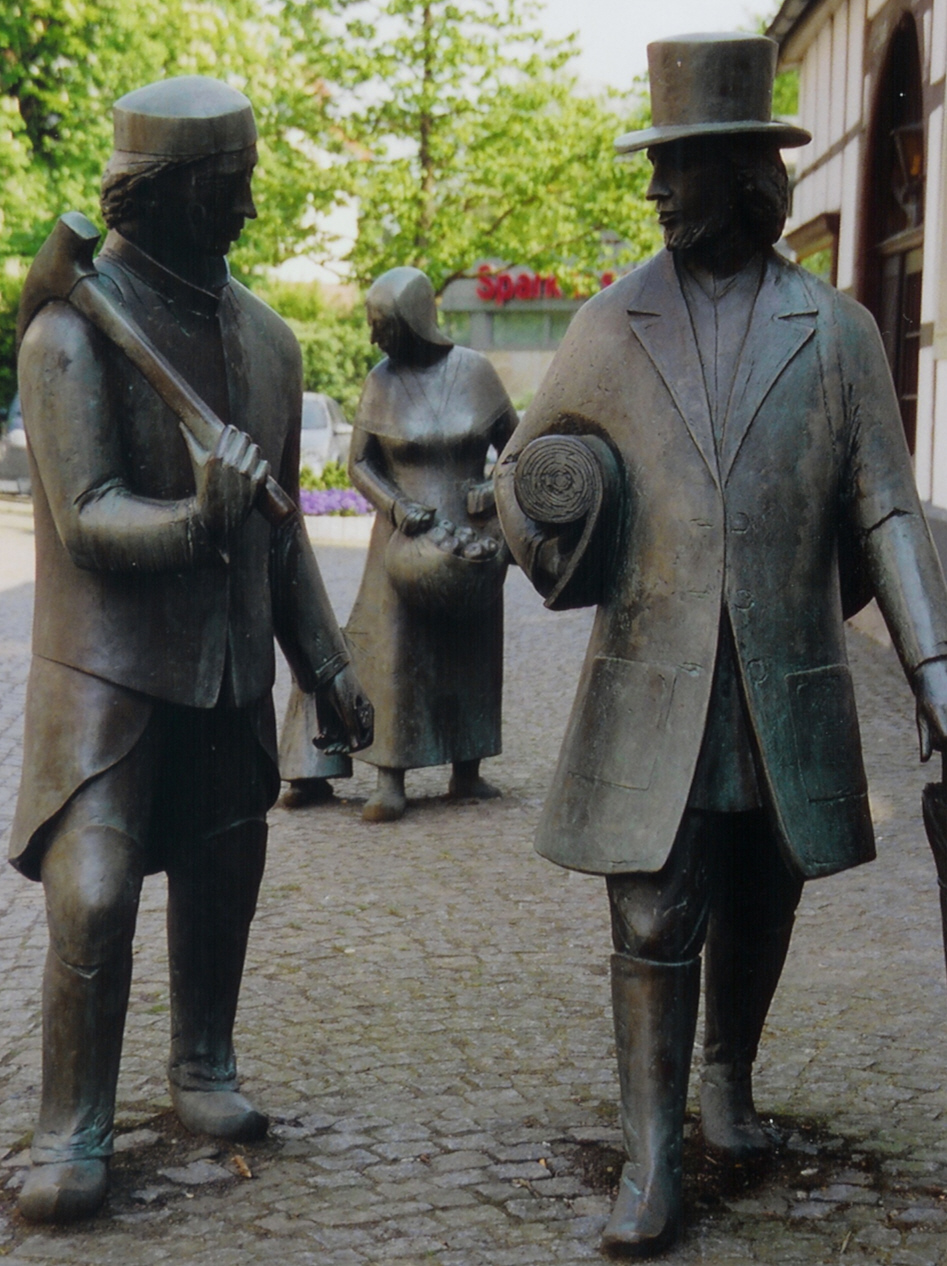
Figurengruppe Bergmann, Tüötte und Bäuerin mit Kind in Mettingen

1965 nahm sie ihre künstlerische Arbeit wieder auf. Neben Zeichnungen und Porträtarbeiten schuf sie Kleinplastiken unterschiedlicher Thematik. 1985 gestaltete Anne Daubenspeck-Focke für den Kreislehrgarten in Steinfurt mit dem Zeitungsleser ihre erste lebensgroße Bronzeplastik. In der Folge entstanden – häufig nach Wettbewerben – eine ganze Reihe lebensgroßer Bronzegruppen für kommunale und private Auftraggeber. Beispiele für ihre Werke im öffentlichen Raum sind Vom Markt kommend (1986) in Ibbenbüren, die Mettinger Figurengruppe Bergmann, Tüötte und Bäuerin mit Kind (1988), die Ziegengruppe (1990) in Neuenkirchen, das Saerbecker Brunnengeflüster (1991), der Afrouper (1994) in Ladbergen sowie Begegnung nach der Arbeit und Zuwendung (2007) in Emsdetten. Allen diesen Figuren gemein ist, dass sie besonders lebensnah, aber doch auch mit einem Anflug von Abstraktion gestaltet sind. Ihre Bronze-Plastiken lässt Daubenspeck-Focke zumeist in der Kunstgießerei Schwab in Münster-Sprakel gießen. Insgesamt schuf die Künstlerin zwischen 1942 und 2002 170 bildhauerische Werke. Besonders häufig gestaltete sie Frauenfiguren.
Seit 1954 entstanden zudem Weihnachtskrippen für Kirchen, etwa für St. Margareta Lengerich und St. Theresia Münster. Die Köpfe und Hände der meist zwischen 55 und 75 Zentimeter großen Figuren schnitzte die Künstlerin aus verschiedenen Holzarten.
Daneben schuf Anne Daubenspeck-Focke zahlreiche Zeichnungen und Gemälde, vor allem Aktzeichnungen, Stillleben und Porträts. Ihre Bilder sind häufig durch Symbolik geprägt und weisen oftmals surrealistische Anklänge auf.
Ihre Werke präsentierte sie in mehr als 40 Einzel- und Gruppenausstellungen in Westdeutschland, den Niederlanden, Großbritannien sowie im Europaparlament in Straßburg.
1970 gehörte Anne Daubenspeck-Focke gemeinsam mit ihrem Mann zu den Gründungsmitgliedern der Künstlergemeinschaft Welbergener Kreis.
Anne Daubenspeck-Focke starb im Januar 2021 im Alter von 98 Jahren.

## Werke (Auswahl)

Zeitungsleser vor dem Kötterhaus im Kreislehrgarten Steinfurt

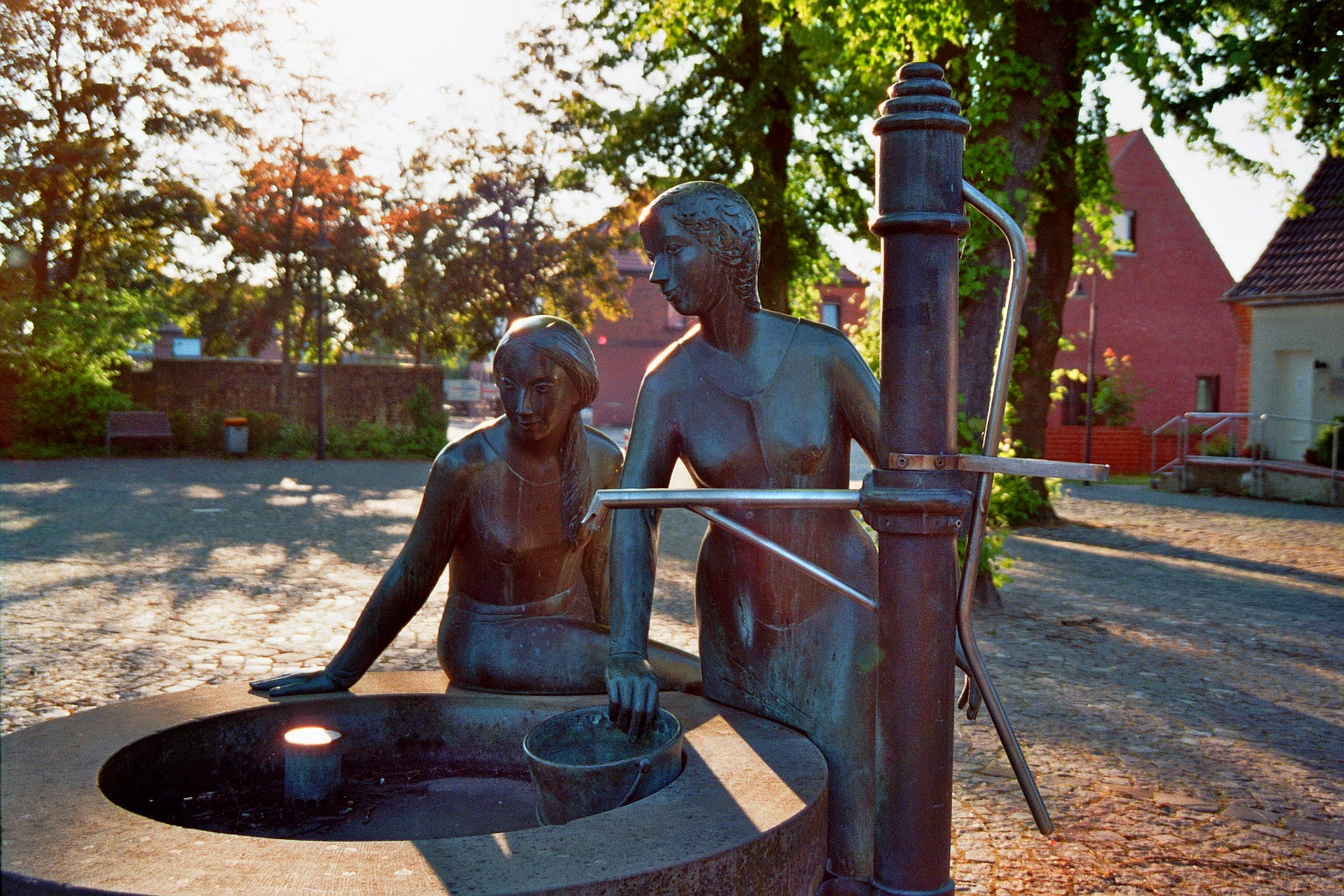
Teil der Figurengruppe Brunnengeflüster – Dorfbrunnen in Saerbeck (1991).

Ziegengruppe in Neuenkirchen

- 1953 – Lesende Mädchen, Muschelkalk, 200 mal 85 mal 60 Zentimeter, Münster
- 1976 – Schwangere, Bronze 10-8-43
- 1982 – Eva, Bronze 44-13-11,5
- 1982 – Ruhende, Bronze 11-17-17,5
- 1983 – Zeitungsleser, Bronze 18,5-32-29
- 1985 – Zeitungsleser, Bronze lebensgroß, Steinfurt
- 1986 – Begegnung nach der Arbeit, Bronze 43,5-45-24,5
- 1986 – Vom Wochenmarkt kommend, Figurengruppe, Bronze lebensgroß, Ibbenbüren
- 1988 – Bergmann, Tüötte und Bäuerin mit Kind, Figurengruppe, Bronze lebensgroß, Mettingen
- 1989 – Tänzerin, Bronze
- 1990 – In die Freiheit, Bronze
- 1990 – Ziegengruppe, Figurengruppe, Bronze lebensgroß, Neuenkirchen
- 1991 – Brunnengeflüster – Dorfbrunnen, Figurengruppe, Bronze lebensgroß, Saerbeck
- 1991 – Noli me tangere, Bronze 50-62-38
- 1992 – Katharina, Bronze 48-71-62
- 1994 – Afrouper, Bronze lebensgroß, Ladbergen
- 1998 – Mit kritischem Blick, Bronze 42,5-25-13
- 1999 – Zeitungsleser, Figurengruppe, Bronze lebensgroß, Ibbenbüren
- 2007 – Zuwendung, Bronze lebensgroß, Emsdetten